# Uppehåll i myrlandet
Uppehåll i myrlandet är en svensk novellfilm från 1965 i regi av Jan Troell, med Max von Sydow i huvudrollen. Filmen bygger på Eyvind Johnsons novell från 1934 med samma namn. Filmen hade premiär den 22 februari 1965 och är barntillåten.

## Handling
En vagnbromsare (Max von Sydow) hoppar av tåget i den lappländska ödemarken för att utföra en sak han tänkt på en tid.

## Om filmen
Filmen spelades in den 13 augusti – den 10 september 1964 i Majtum, Näsberg och Linaberget.
Uppehåll i myrlandet har visats i SVT, bland annat 1972, 1999 och i juli 2021.

## Rollista
- Max von Sydow – Alex Kvist, bromsare
- Allan Edwall – banvakten
- Karl Erik Flens – stinsen i Näsberg
- Sten Beyron – lokföraren
- Rune Köhler – eldaren
- Palle Abbing – smörjaren
- Erik "Västerås-Lasse" Larsson, Johan Öhman, Åke Andersson, Anders Andersson och Yngve Söderlund – bromsare

## Mottagande
Filmen ingick i en nordisk samproducerad episodfilm kallad 4 × 4, med fyra kortfilmer, och fick ett blandat mottagande vid sin premiär. Carl Henrik Svenstedt i Svenska Dagbladet skrev: "Filmen är Troells säkraste insats hittills, mjuk, balanserad, fylld av varm humor, säkert och rörligt fotograferad. Max von Sydow gör som den gänglige rallaren en briljant prestation med små medel och i en något annan genre än vi är vana vid. Kring honom har samlats ett festligt uppbåd av gamla rallartyper i slokhatt och mustascher samt en plirig lappskomakare, gestaltad av den gudabenådade Allan Edwall." 
Mycket positiv var även Barbro Hähnel i Dagens Nyheter: "Det länder Troell till stor heder att ha fångat kvintessensen i Eyvind Johnson lilla pärla till novell. (-) 
Det vida norrländska landskapet, stämningen över en sommardag när man plötsligt kan bli oansvarig, är helt i samklang med människorna."
Jurgen Schildt i Aftonbladet var däremot mycket negativ: "Som helhet är filmen outförd, oavslutad, en spänd förväntans upplösning i en tvåfingerövning."
I tidskriften Chaplin var Torsten Manns mera ambivalent: "Uppehåll i myrlandet är en lycklig tilldragelse i nyare svensk film och gör med ens Jan Troell (-) till det kanske intressantaste hoppet just nu. (-) Troell är verkligen en auteur med en stark personlig vision. (-) 
Jan Troell är det nyenklas poet i modern svensk film."